# Crespell (mitologia)
|  | Aquest article tracta sobre l'ésser mitològic eivissenc. Vegeu-ne altres significats a «Crespell». |

A la mitologia popular eivissenca, els Crespells són éssers monstruosos que viuen en coves. Tenen el cos ple de berrugues, que grunyen i treuen foc pels ulls. Aquests petits monstres viuen dins la Cova des Crespells, situada a Buscastell. Les mares "amenaçaven" els nois i noies que eren dolents amb aquestes criatures que suposadament apareixen durant la nit i es mengen els nens petits. Venen a ser una mena de barreja d'éssers del bosc i espantacriatures.